# Valiant Hearts: The Great War
A Valiant Hearts: The Great War a Ubisoft Montpellier által fejlesztett és a Ubisoft által kiadott, logikai fejtörőkkel ellátott kalandjáték. A játékot az első világháborúban írt levelek ihlették. A játék középpontjában négy szereplő áll, akik egy fiatal német katonának segítenek megtalálni szeretteit egy túlélésről, önfeláldozásról és barátságról szóló történet során.
A játékot a Ubisoft által kifejlesztett UbiArt Framework motor hajtja. Ez a motor volt az alapja a Ubisoft Montpellier néhány korábbi játékának, a Rayman Originsnek és folytatásának, a Rayman Legendsnek is, de a szintén Ubisoft cégcsoport által fejlesztett Child of Light is ezt a grafikus motort használta.

## Cselekmény
A játék története 1914-ben kezdődik. Ferenc Ferdinánd osztrák főherceg meggyilkolását követően Németország hadat üzen Oroszországnak. A németek ellen hadba lépő Franciaország ezt követően deportálni kezdi a területén élő német állampolgárokat. Karl is egy ilyen Franciaországban élő német, akit elválasztanak feleségétől Marie-től és fiától, Victortól. Karlt nem sokkal később besorozzák a német hadseregbe. Marie apja (Karl apósa), Emile is hasonlóképp jár, de ő a francia hadseregtől kap behívót.
A kiképzés után Emile és alakulata harcba indul, ahol az egységét megsemmisítik, Emile pedig megsérül és fogságba esik. Hadifogolyként Emile feladata a németek etetése és a főzés. Emile foglyul ejtője a hírhedt von Dorf báró, aki olyan eszközöket is bevet ellenségei ellen mint a zeppelin vagy a klórgáz. A sors fintora, hogy Karl épp von Dorf egységében szolgál és felismeri apósát. A szövetségesek megtámadják a báró táborát, így von Dorfnak és vele Karlnak menekülnie kell. A zűrzavarban Emile-nek sikerül megszöknie, majd találkozik Freddie-vel, az amerikai önkéntessel, aki azt követően lépett be a francia hadseregbe, hogy felesége egy von Dorf által vezetett bombatámadásban életét vesztette. Emile és Freddie később megismerkedik Annával, a nővérként szolgáló belga egyetemistával. Anna szintén von Dorfot keresi, mivel a báró elrabolta tudós apját, és arra kényszeríti, hogy fegyvereket fejlesszen számára. A három újdonsült barát tehát von Dorf léghajójának nyomába ered, és sikerül is lelőniük azt. Repülőgépe segítségével von Dorfnak sikerül elmenekülnie, és magával viszi Anna apját. Karl túléli a zuhanást, de hadifogságba kerül.
Amíg Anna Karl mellett marad és segít neki a felépülésben, addig Emile és Freddie útnak erednek, hogy kiszabadítsák a belga lány apját, és bosszút álljanak von Dorfon. Megtámadják a báró erődjét, ahol sikerül kiszabadítaniuk Anna apját és megszerezni von Dorf legújabb fegyverét: egy harckocsit. Üröm az örömben, hogy von Dorf ismét megszökik előlük. Freddie folytatja a von Dorf utáni hajszát, és végül sikerül sarokba szorítania, majd egy ökölharc során legyőzi a bárót. Bosszúvágya ellenére Freddie rájön, hogy von Dorf megölésével semmi nem válna jobbá, ezért megkíméli ellensége életét. Sorozatos kudarcai miatt von Dorfot lefokozzák és elküldik a frontról. Mindeközben a francia hadifogolytáborban raboskodó Karl értesül róla, hogy fia lebetegedett. Karl úgy dönt, hogy bármi áron hazatér családjához, így megszökik a fogolytáborból. Menekülés közben összefut Annával, aki segít neki hazajutni, de útközben mindketten a németek fogságába esnek.
Karlnak sikerül megszöknie, mikor a szövetségesek újabb támadást intéznek a német állások ellen, és hazatér családja tanyájára. Hazaérve észreveszi, hogy házát klórgáz támadás érte. Karlnak sikerül megmentenie felesége életét, mikor átadja neki gázálarcát, viszont ő maga belélegzi a mérgező gázt. Ekkor megérkezik Anna is, akinek még épp sikerül megmentenie Karlt. Mikor magához tér, Karl végre találkozik a kórházi ágya mellett várakozó fiával és feleségével.
Eközben Emile-nek egy véres és öngyilkossággal felérő támadásban kell részt vennie. Amikor már nem bírja tovább, leüti felettesét egy ásóval, aki emiatt életét veszti. Emile hadbíróság elé kerül, ahol golyó általi halálra ítélik. Utolsó, Marie-nek írt levelében Emile kifejezi a háború iránt érzett gyűlöletét és leírja reményét, hogy lánya és családja boldogságra talál. Emile-t kivégzik, és nem sokkal később Karl és családja meglátogatja apósa sírját.
A történet 1917-ben ér véget, mikor az Amerikai Egyesült Államok is belép a háborúba, és csapatokat küld Európába.

## Fogadtatása
| Összesítő    | Összesítés                             |
| ------------ | -------------------------------------- |
| Metacritic   | (XONE) 80/100 (PS4) 79/100 (PC) 78/100 |
| GameRankings | (PS4) 82,45% (XONE) 80,17% (PC) 79,06% |
| Értékelő     | Értékelés                              |
| Destruct     | 9/10                                   |
| GSpot        | 8/10                                   |
| IGN          | 7.7/10                                 |
| Good Game    | 19.5/20                                |

A Valiant Hearts: The Great War főként pozitív kritikákat kapott. Az értékelés összesítéssel foglalkozó weboldalak, mint például a GameRankings és a Metacritic is jóra értékelte a játékot. Előbbi 82,45%-ra értékelte a PlayStation 4-es verziót (22 értékelés alapján), utóbbi pedig a 100-ból 79 pontot adott a játéknak (39 értékelés alapján). Az Xbox One verzió előbbinél 80,17%-ot ért el (12 értékelés alapján), utóbbinál pedig 100-ból 80 pontot (13 értékelés alapján). A Microsoft Windows-os verzió a GameRankings-nél 79,06%-ot (16 értékelés alapján), a Metacriticnél pedig 100-ból 78 pontot szerzett (21 értékelés alapján).

## Fordítás
Ez a szócikk részben vagy egészben  a   Valiant Hearts: The Great War című angol Wikipédia-szócikk ezen változatának fordításán alapul.  Az eredeti cikk szerkesztőit annak laptörténete sorolja fel. Ez a jelzés csupán a megfogalmazás eredetét és a szerzői jogokat jelzi, nem szolgál a cikkben szereplő információk forrásmegjelöléseként.